# KSC Lokeren Oost-Vlaanderen
A KSC Lokeren Oost-Vlaanderen egy belga labdarúgócsapat Lokerenben, amely a belga első osztályban szerepel. 1923-ban alapították, színei: sárga és fekete.

## Története
1923. január 22-én alapították Racing Club Lokeren néven. 1945 és 1951 között Racing Athletiek- en Football Club Lokeren volt a klub hivatalos elnevezése. 1951-től Koninklijke Racing Club Lokeren lett az új név. 1970-ben anyagi problémák miatt szükségessé vált, hogy a város másik csapatával (Koninklijke Standaard F.C. Lokeren) egyesüljön a klub. Az első osztályban az 1974/75-ös szezonban indultak először. A legsikeresebb időszakát az 1980-as években élte a klub. Az 1980/81-es idény végén a bajnokságban és a kupában is egyaránt a második helyen végeztek. Az 1980–1981-es UEFA-kupában a negyeddöntőig meneteltek. 1993 és 1996 között egy kis időre a másodosztályban szerepeltek. 2000-ben egyesültek a  K Sint-Niklase SKE nevezetű klubbal. Az utolsó névváltoztatásra 2003-ban került sor. Történetük legnagyobb sikerét a belga kupában érték el 2012-ben, amikor is megnyerték a sorozatot.

## Játékoskeret
2012. szeptember 6. alapján
| #  |     | Poszt | Név                |
| -- | --- | ----- | ------------------ |
| 1  | CIV | K     | Boubacar Barry     |
| 3  | MAR | V     | Hassan El Mouataz  |
| 4  | FRA | V     | Jérémy Taravel     |
| 5  | SUI | V     | Mijat Marić        |
| 6  | COD | KP    | Tiko               |
| 7  | BEL | KP    | Killian Overmeire  |
| 8  | BEL | V     | Koen Persoons      |
| 9  | TUN | CS    | Hamdi Harbaoui     |
| 10 | CRO | KP    | Ivan Leko          |
| 12 | SRB | K     | Jugoslav Lazić     |
| 13 | GRE | V     | Georgios Galitsios |
| 14 | COD | CS    | Benjamin Mokulu    |

| #  |     | Poszt | Név              |
| -- | --- | ----- | ---------------- |
| 16 | BEL | KP    | Jore Trompet     |
| 18 | SRB | KP    | Miloš Marić      |
| 20 | BEL | KP    | Enes Saglik      |
| 22 | CRO | KP    | Paolo Grbac      |
| 23 | SEN | V     | Ibrahima Gueye   |
| 24 | RSA | KP    | Ayanda Patosi    |
| 25 | BEL | V     | Alexander Corryn |
| 26 | BEL | KP    | Cedric Mingiedi  |
| 27 | BEL | KP    | Ruben Ketels     |
| 28 | BEL | V     | Laurens De Bock  |
| 29 | BEL | CS    | Nill De Pauw     |
| 30 | BEL | K     | Nicolas Lemaire  |

## Sikerei
- Jupiler league
  - 2. hely (1): 1980–81
- Belga másodosztály
  - 1. hely (1): 1995–96
- Belga kupa
  - 1. hely (1): 2011–12
  - 2. hely (1): 1980–81

## Európai kupákban való szereplés
| Szezon  | Kupasorozat         | Forsuló     |                  | Klub                 | Hazai | Idegenbeli |
| ------- | ------------------- | ----------- | ---------------- | -------------------- | ----- | ---------- |
| 1976–77 | UEFA-kupa           | 1. forduló  | LUX              | Red Boys Differdange | 3-1   | 3-0        |
|         |                     | 2. forduló  | ESP              | FC Barcelona         | 2-1   | 0-2        |
| 1980–81 | UEFA-kupa           | 1. forduló  | RUS              | Dinamo Moszkva       | 1-1   | 1-0        |
|         |                     | 2. forduló  | SCO              | Dundee United        | 0-0   | 1-1        |
|         |                     | 3. forduló  | ESP              | Real Sociedad        | 1-0   | 2-2        |
|         |                     | Negyeddöntő | NED              | AZ 67 Alkmaar        | 1-0   | 0-2        |
| 1981–82 | UEFA-kupa           | 1. forduló  | FRA              | FC Nantes            | 4-2   | 1-1        |
|         |                     | 2. forduló  | GRE              | Aris Thessaloniki FC | 4-0   | 1-1        |
|         |                     | 3. forduló  | GER              | 1. FC Kaiserslautern | 1-0   | 1-4        |
| 1982–83 | UEFA-kupa           | 1. forduló  | POL              | Stal Mielec          | 0-0   | 1-1        |
|         |                     | 2. forduló  | POR              | Benfica              | 1-2   | 0-2        |
| 1987–88 | UEFA-kupa           | 1. forduló  | HUN              | Budapest Honvéd      | 0-0   | 0-1        |
| 1999    | UEFA Intertotó-kupa | 2. forduló  | Izland           | IA Akranes           | 3-1   | 3-1        |
|         |                     | 3. forduló  | FRA              | FC Metz              | 1-2   | 1-0        |
| 2001    | UEFA Intertotó-kupa | 1. forduló  | Feröer           | B68 Toftir           | 0-0   | 4-2        |
|         |                     | 2. forduló  | POL              | Zagłębie Lubin       | 2-1   | 2-2        |
|         |                     | 3. forduló  | ENG              | Newcastle United     | 0-4   | 0-1        |
| 2002    | UEFA Intertotó-kupa | 1. forduló  | Grúzia 1990–2004 | FC WIT Georgia       | 3-1   | 2-3        |
|         |                     | 2. forduló  | GER              | VfB Stuttgart        | 0-1   | 0-2        |
| 2003–04 | UEFA-kupa           | Selejtező   | Albánia          | Dinamo Tirana        | 3-1   | 4-0        |
|         |                     | 1. forduló  | ENG              | Manchester City      | 0-1   | 2-3        |
| 2005    | UEFA Intertotó-kupa | 1. forduló  | EST              | JK Narva Trans       | 0-1   | 2-0        |
|         |                     | 2. forduló  | SUI              | BSC Young Boys       | 1-4   | 1-2        |
| 2012–13 | Európa-liga         | rájátszás   | CZE              | FC Viktoria Plzeň    | 2-1   | 0-1        |